# Svetlana Katok
Svetlana Katok (Moscou, 1r de maig de 1947) és una matemàtica russa-estatunidenca i professora de matemàtiques a la Universitat Estatal de Pennsylvània.

## Educació i carrera
Katok va créixer a Moscou i va obtenir un màster per la Universitat Estatal de Moscou el 1969; no obstant això, a causa de les polítiques antisemites i anti-intel·lectuals de l'època, se li va negar l'admissió al programa de doctorat i va treballar durant diversos anys en l'àrea de matemàtiques d'educació primària i secundària. Va emigrar als Estats Units d'Amèrica el 1978, i es va doctorar a la Universitat de Maryland, College Park el 1983 sota la supervisió de Don Zagier. Es va incorporar a la facultat de la Universitat Estatal de Pennsylvània el 1990.
Katok va fundar el 1995 Electronic Research Announcements of the American Mathematical Society; que va canviar el nom el 2007 per Electronic Research Announcements in Mathematical Sciences, i continua sent la seva editora de gestió.

## Publicacions
Katok és autora de:
- Fuchsian Groups, Chicago Lectures in Mathematics, University of Chicago Press, 1992.[5]
- p-adic Analysis Compared with Real, Student Mathematical Library, vol. 37, American Math. Soc., 2007.[6]

A més, va coeditar el llibre MASS Selecta: Teaching and learning advanced undergraduate mathematics (American Math. Soc., 2003).

## Premis i honors
El 2004, Katok va rebre el premi Emmy Noether Lecturer de l'Association for Women in Mathematics (Associació per a les Dones en Matemàtiques). El 2012, ella i el seu marit, el matemàtic Anatole Katok, es van convertir en fellows de la Societat Americana de Matemàtiques.